# Болд, Хэролд Чарлз
Хэ́ролд Чарлз Болд (англ. Harold Charles Bold, 1909—1987) — американский ботаник-альголог.

## Биография
Хэролд Болд родился в Нью-Йорке 16 июня 1909 года. Правнук художника Северина Розена. Учился в Колумбийском университете, в 1929 году окончил его со степенью бакалавра, через два года получил степень магистра в Вермонтском университете. В 1933 году Колумбийский университет присвоил ему степень доктора философии.
До 1939 года работал инструктором по ботанике в Вермонте, затем некоторое время читал лекции в Барнард-колледже. В 1940—1942 Болд являлся ассистент-профессором ботаники в Колумбийском университете. Во время Второй мировой войны был капитан-лейтенантом в американском флоте. С 1945 года он преподавал в звании доцента в Университете Вандербильта, в 1949 году стал профессором биологии и возглавил ботаническое отделение.
В 1957 году Болд выпустил один из наиболее популярных учебников по ботанике, Morphology of Plants, впоследствии переведённый на множество языков. В том же году Хэролд Чарлз перешёл в Техасский университет в Остине.
В 1973 году Хэролд Болд был избран членом Национальной академии наук США. Также в 1973 году Фикологическое общество Америки учредило Премию Болда, присуждаемую ежегодно лучшем выпускникам по специальности альгологии.
Болд длительное время возглавлял Ботаническое общество Америки, был одним из основателей Фикологического общества Америки. Также он работал в редакции American Journal of Botany.
В 1978 году Болд ушёл на пенсию. Скончался 18 декабря 1987 года в Остине.

## Некоторые публикации
- Bold, H.C. Morphology of plants. — New York, 1957. — 669 p.
- Bold, H.C. The Plant kingdom. — Englewood Cliffs, N.J., 1960. — 114 p.
- Bold, H.C. A laboratory manual for plant morphology. — New York, 1967. — 123 p.
- Bold, H.C.; Wynne, M.J. Introduction to the algae. — Englewood Cliffs, N.J., 1978. — 706 p. — ISBN 0-13-477786-7.

## Некоторые виды, названные в честь Х. Болда
- Fasciculochloris boldii R.J.McLean & Trainor, 1965
- Polysiphonia boldii M.J.Wynne & P.Edwards, 1970 [≡ Polysiphonia hemisphaerica var. boldii (M.J.Wynne & P.Edwards) Rueness, 1973]